# Parque natural Ría Barosa
El Parque de la Naturaleza Ría Barosa es un espacio natural situado en la provincia de Pontevedra (Galicia), en el ayuntamiento de Barro, muy próximo a su límite norte, en la frontera con el ayuntamiento de Portas.
Se caracteriza por la presencia del río Agra, cuyas aguas movían antiguamente una serie de molinos situados en su curso. En gallego se denomina a este conjunto de molinos muiñada (molino es muíño en gallego normativo) siendo su característica el que el agua saliente de la turbina de un molino alimenta la entrada del molino inmediatamente inferior. 
Se trata de un conjunto de molinos que se extienden por la cascada del río Agra y por la parte superior. Es llamativa esa situación de los molinos por la que, con la caída del agua el sonido que ocasiona y lo bonito del lugar, produce admiración en los visitantes. Esta zona fue acondicionada para las visitas, restaurándose algunos molinos y consolidando las estructuras de otros, junto a una intervención en la naturaleza del lugar. De ese modo hay caminos y puentes para poder disfrutar de la zona, así como áreas de descanso, merendero y un bar-asador "Muiñada de Barosa". El visitante además puede darse un baño en las pozas que se forman.

## Ruta desenderismoPR-G105
Este sendero se ubica en el enclave conocido como “Parque da Natureza da Ría de Barosa”, parada fundamental del Camino Portugués hacia Compostela, a su paso por el término municipal de Barro. 
Este parque posee una excepcional topografía, por la que discurre el río Agra en forma de cascada dando forma a la Fervenza da Barosa que alcanza treinta metros de desnivel. Junto a esta cascada fueron construidos diecisiete molinos, que se dividen entre los Muíños de Abaixo y Muíños de Arriba, formando un complejo hidráulico de gran interés.
El primer tramo del sendero discurre desde los Muíños de Abaixo hasta el puente de San Breixo, en donde se puede abandonar la ruta principal y visitar la iglesia del mismo nombre del s. XVII, desde la que se tiene una buena panorámica del valle.
Siguiendo el PR-G 105 encontramos más molinos, algunos en buen estado de conservación.
En el segundo tramo hay un área recreativa con una taberna típica "Muiñada de Barosa", desde donde se inicia un sendero circular que cruza el puente de A Búa y retorna por la margen derecha del río hasta el puente de San Breixo, en donde está marcado el final de la ruta.
Desde aquí se puede hacer en sentido contrario el primer tramo de la ruta y volver a la zona de aparcamiento del parque.